# مايك هيلتون
مايك هيلتون (بالإنجليزية: Mike Hilton)‏ هو لاعب كرة قدم أمريكية أمريكي، ولد في 9 مارس 1994 في فايتيفيل في الولايات المتحدة.

## وصلات خارجية
- مايك هيلتون على موقع مرجع كرة القدم المحترفة.كوم (الإنجليزية)